# 주코 문고
주코 문고(中公文庫, ちゅうこうぶんこ)는 일본의 주식회사 주오고론신샤(요미우리 신문 그룹)가 발행하고있는 문고 라벨이다.

## 연혁 및 개요
1973년 6월 일본의 제3차 문고 붐 속에서 창간 발족했다. 1971년 개시된 고단샤 문고, 1974년에 개시한 분슌 문고와 함께 당시 일본의 문고 붐을 주도했다. 1980년대 후반에 책 속에 인쇄되는 글자체의 포인트를 확대했다. 덮개가 분리된 표지에는 일본의 건축가 시라이 세이이치(白井晟一)가 디자인한 "CHUOKORON"의 문자가 새겨져 있는 비둘기 일러스트가 쓰이고 있다.
자사 간행 시리즈에는 『日本の歴史』, 『世界の歴史』(헤이세이판 즉 2003년 버전도 포함) 등 미타무라 엔교(三田村鳶魚)의 고증물과 야다 소운(矢田挿雲)의 『에도에서 도쿄로』(江戸から東京へ) 등의 에도 시대의 대중 문학과 서민 생활에 대한 저작이 충실하다는 것이 특징이다. 초기에는 『오리구치 노부오 전집』도 문고 재판으로 오랫동안 재발행되었다.
다이쇼·쇼와 전 중기의 논픽션이 많이 재판되어, 오바 가코(大庭柯公)의 러시아 상황 소개, 도쿠가와 요시치카 · 아베 도모지 · 니시카와 가즈미(西川一三) · 아오키 분쿄(青木文教) 등 태평양 전쟁 전이나 전쟁 중의 동남·중앙 아시아 탐방 기록 등 귀중한 작품도 다수 있다. 또한 다카하시 고레키요 · 마키노 노부아키 · 도고 시게노리 - 시게미쓰 마모루 - 시데하라 기주로 등 정치인·외교관의 회고록 출간에도 힘을 쓰고 있었다. 쇼와 후기의 외교관인 도고 후미히코·오카자키 히사히코와 다케다 다쓰오 등의 책도 재판되어 있다.
주코 신서로 다수 재발행된 책 가운데 미야자키 이치사다의 『과거』(科挙)、『수호전』(水滸伝), 아이다 유우지의『아론 수용소』(アーロン収容所), 노구치 유키오 『「초」정리법』(「超」整理法, 재정판) 등이 주코 문고에서 재판되었으며, 주코 신서 버전도 계속 재발행했다. 또한 고지마 노보루(児島襄)의 『태평양 전쟁』(太平洋戦争), 『도쿄 재판』(東京裁判), 에가미 나미오 『기마민족국가』(騎馬民族国家)의 문고 재판은 품절되었지만, 신서는 개정 재발행하였다.
1993년까지(일부 예외) 품절을 내지 않고, 설명 목록이 충실하였던 것도 특징으로(또한 1991년과 이듬해 92년에 한정 복간) 과거의 작품을 소중히 하는 자세는 주코 신사가 되어서도 2006년 말에 그때까지의 전체 간행 설명서를 망라한 『주코 문고 해설총목록』(中公文庫解説総目録, ISBN 978-4-12-204746-4)를 간행하고 제한 복간을 하는 점에서도 보인다.

## 주코 문고 BIBLIO
주코 문고 BIBLIO는 주코 문고의 자매 라벨이다. 2001년 6월에 창간되어 2008년 3월까지 약 190권을 간행하였으며 동서고금의 유명 작품을 장르별로 수록했다. 신장판은 이전 버전에 비해 고가였다. 현행 버전은 주코 문고 + 동 프리미어에서 재판, 재발행되고있다.
소프트 커버로 장정의 아름다움이 주목할 만하다. 책의 절반 이상을 덮는 큰 띠지에 쓰여진 본문으로부터 인용한 큰 글자의 짧은 문장이 눈길을 끈다. 주요 장르는 다음과 같다.
- 20세기 - 14대 달라이 라마와 말콤 X, 헨리 포드, 오스기 사카에, 궈모뤄, 알베르트 슈페어의 자서전. 쇼와 시대의 역사로는 시게미쓰 마모루 - 시데하라 기주로 · 오카다 게이스케 · 구루스 사부로 · 사이토 다카오 · 기요세 이치로 · 호소카와 모리사다 등의 회고록, 일기의 신판.
- 군사학 - 『손자』, 『전쟁론』에 더해 『조미니의 전쟁 개론』·『크레펠트의 보급전』 외의 전략론, 전술 이론과 종군 전기도 간행되었다. 체 게바라 신역도 간행.
- 잃어버린 세계 - 『마야 문자를 풀다』, 『잉카 제국 원정기』. 『카르타고 흥망사』 등.
- 불교 - 대승 불전 시리즈와 불교사, 종조 전기 등
- 음식 - 쓰지 시즈오, 에스코피에, 조엘로 부송, 쓰지 요시카즈 등
- 탐구 기행 - 스벤 헤딘, 로알 드 아문센 등
- 동양 사학 - 시라카와 시즈카(白川静)나 미야자키 이치사다의 신판 등
- 서양 전기 - 앙리 트루아야의 저작과 빅토리아 여왕의 전기 등
- 괴담 괴담 - 사사키 기젠 등 일본의 민속에 대한 고찰이 많다.
- 천문 민속 - 노지리 호에이의 옛 저작 『신 별자리 순례』(新星座巡礼), 『일본의 별』(日本の星), 『별 365일의 밤』(星三百六十五夜, 四分冊), 『별의 전설』(星の伝説), 『속(続) 별의 전설』(続　星の伝説) 등을 일괄 복각하였다.[2]

이 밖에도 에도 도쿄 회상기, 산악등산기, 종교론 등이 있었다.

## 주코 문고 코믹판
야스히코 요시카즈 · 타케미야 케이코 · 미즈키 시게루 · 마츠모토 레이지 · 사토나카 마치코 · 후지코 후지오 등 많은 만화가의 유명 작품이 재판되어 있다. 주오고론신샤로 되고 나서도 약 500권 정도가 나왔다.

## 같이 보기
- 문고 레이블 목록